# コビトカバ
コビトカバ（小人河馬、Choeropsis liberiensis）は、カバ科コビトカバ属に分類される偶蹄類。別名リベリアカバ。コガタカバ、ミニカバとも呼ぶ。現生種では本種のみでコビトカバ属を構成する。

## 概要
種小名のように発見の第一報があったのはリベリアで、1800年代中期、そこに送られ働かされていたアメリカ合衆国籍の黒人奴隷が帰国後に「ヤギくらいの大きさしかないカバがいる」とフィラデルフィア・アカデミー（現在のペンシルベニア大学）の副会長を勤めていたサミュエル・ジョージ・モートンへ伝えたのが初とされる。後に頭骨2つが同大学に輸送され、モートンを経由して受け取ったジョセフ・リーディーが単なるカバの小型種ではなく祖先形だと気付くが、当時の学会関係者の多数はカバの奇形だと断言し、この説を認めなかった（これは恐竜の発見者であるリチャード・オーウェンも含まれる）。その後も発見事例や調査報告、（コビトカバだとは知らないままの）飼育事例もあったが、学会からは依然として奇形扱いされ、これは20世紀前半まで続くこととなる。その後、ドイツの動物商であるカール・ハーゲンベックが動物コレクターのハンス・ションブルグの支援を受けながら1910年から捜索を行い、1913年に生きた個体の捕獲に成功して存在が認められた。
現地の古い伝承では、黒いブタの怪物「ニベクヴェ（nigbwe）」として伝えられており、角を持つ怪物「センゲ」と共に森の中に住み、行く手を遮るあらゆる者を殺す凶暴な獣とされていた。ハーゲンベックはこの伝承からコビトカバの実在を考え、センゲの正体は巨大な牙を角だと見間違えたモリイノシシと分析している。一方、リベリアで古くから伝わる水辺の怪物「バハリ」（Gbahali ）はコビトカバではないかと言われている。

## 分布

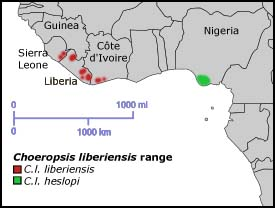
分布図

ギニア、コートジボワール、シエラレオネ、リベリア
種小名 liberiensis は「リベリア産の」の意。

### 絶滅した分布域
ナイジェリア

## 形態
体長150-175センチメートル。肩高75-100センチメートル。体重180-275キログラム。背面の体色は黒灰色で、腹面の体色は灰がかった淡黄色。

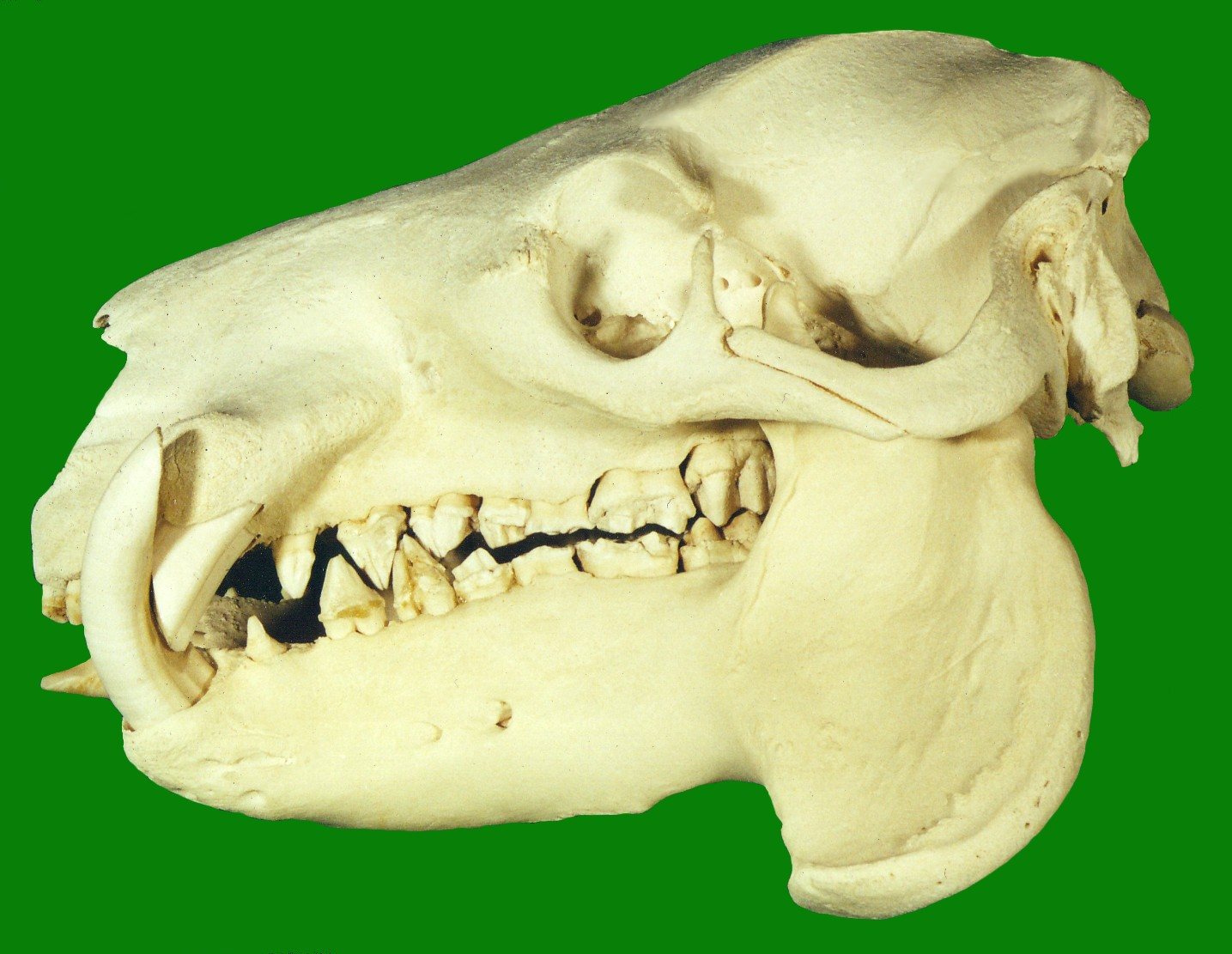
頭骨

頭部は小型で丸みを帯びる。眼は突出しない。鼻孔は前方に開口する。前肢の2本の指の間にはほとんど発達していない水掻きがある。

## 分類
カバ科内では原始的な特徴を残した種だと考えられている。
絶滅種で構成されるHexaprotodon属に本種を含める説もある。
以下の亜種の分類は、Flacke & Decher (2019) に従う。
- Choeropsis liberiensis heslopi Corbet, 1969（絶滅亜種）
- Choeropsis liberiensis liberiensis (Morton, 1849)

## 生態
低地にある森林や沼などに生息する。夜行性。単独で生活するが、ペアもしくはその幼獣からなる家族群で生活することもある。カバ科の例に漏れず、皮膚は乾燥に弱いが、湿度が高い場所を生息域とするため水浴びはあまりしない。そのため陸棲傾向が強いものの、水中でも巧みに活動する。

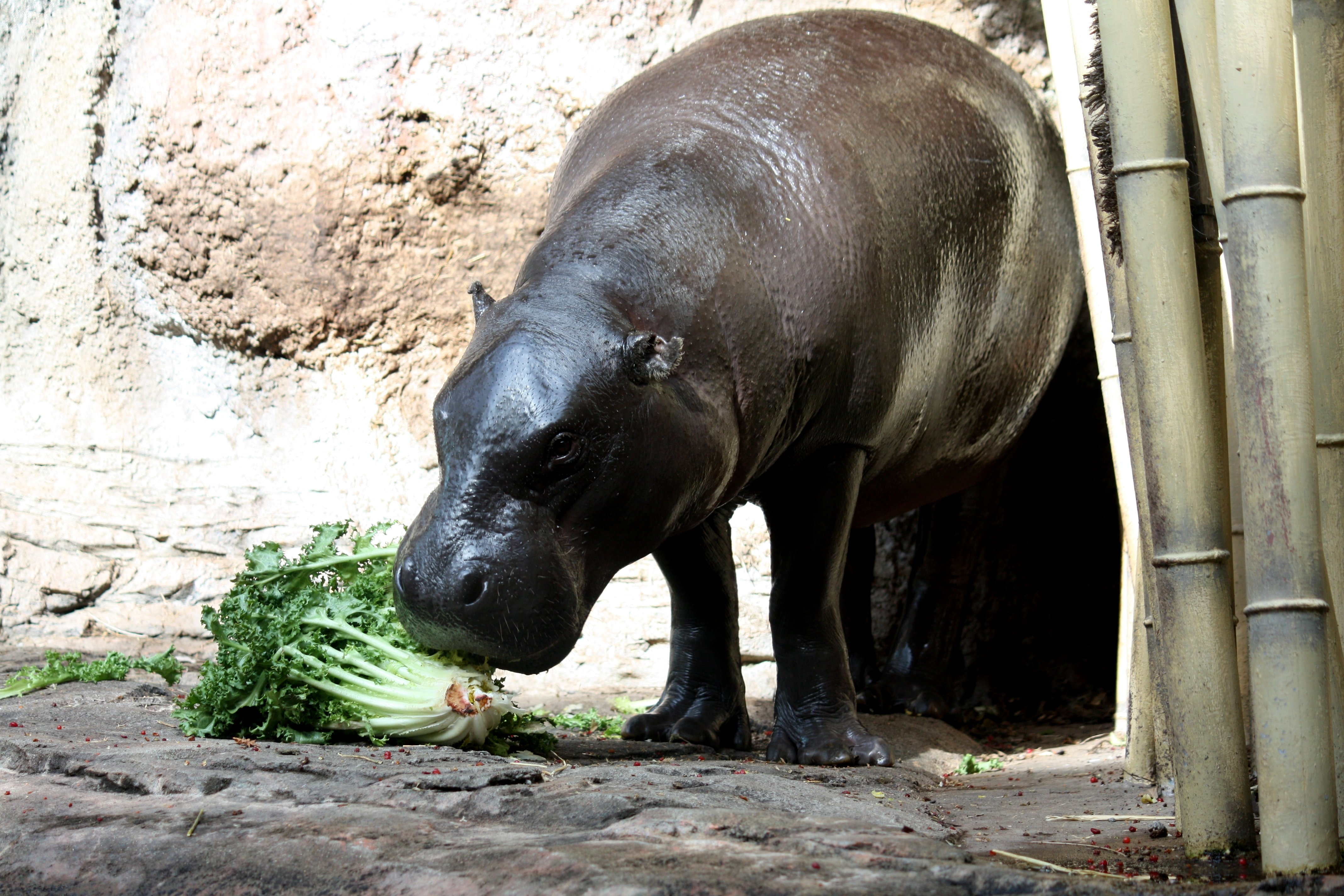
食事するコビトカバ

食性は植物食で、草、地下茎、木の葉（落ち葉を含む）、果実などを食べる。

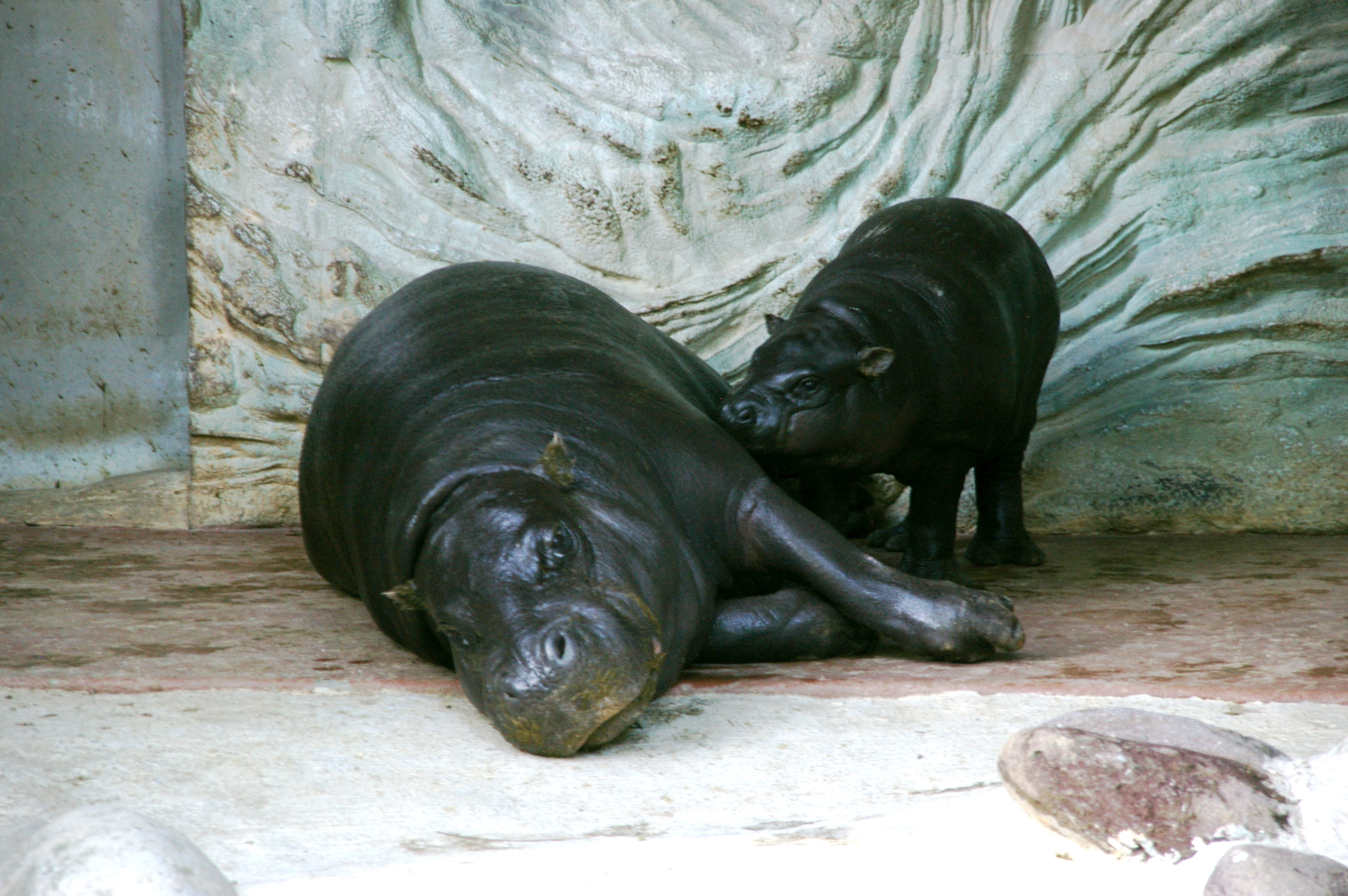
子に哺乳するコビトカバ

繁殖形態は胎生。妊娠期間は180-210日。隔年で1回に1頭の幼獣を産む。寿命は15-20年と考えられている。動物園などの管理された環境下での飼育では42年から55年とかなり寿命が伸びる。

## 人間との関係
生息地では食用とされることもある。
開発による生息地の破壊、水質汚染、食用やトロフィー（狩猟戦利品）となる歯目的としての乱獲などにより生息数は激減している。ナイジェリアでは1945年における生息数は約30頭と推定されていたが、絶滅したと考えられている。シエラレオネでの1979-1980年における生息数は70-90頭と推定されている。

## 画像

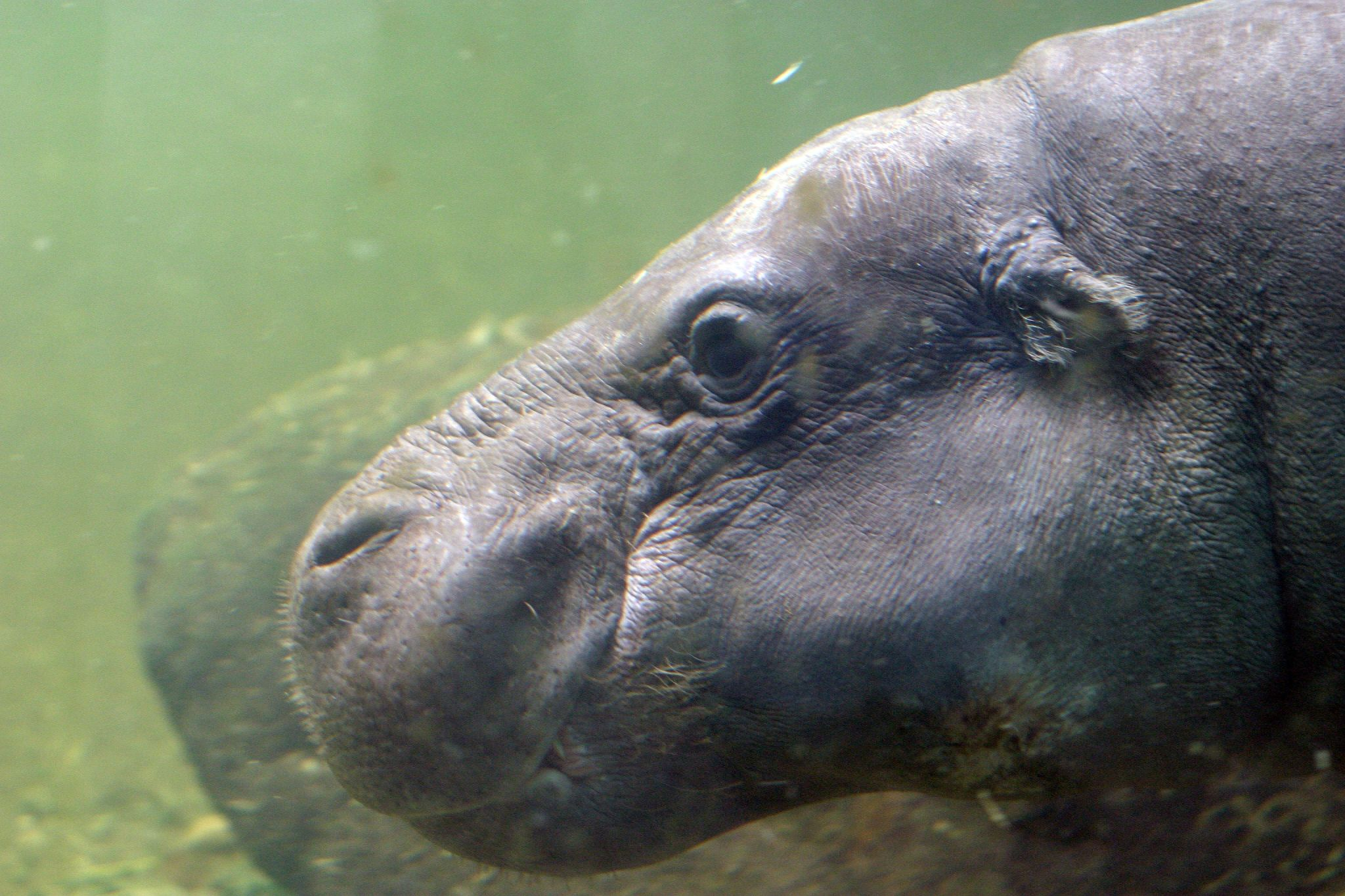
頭部
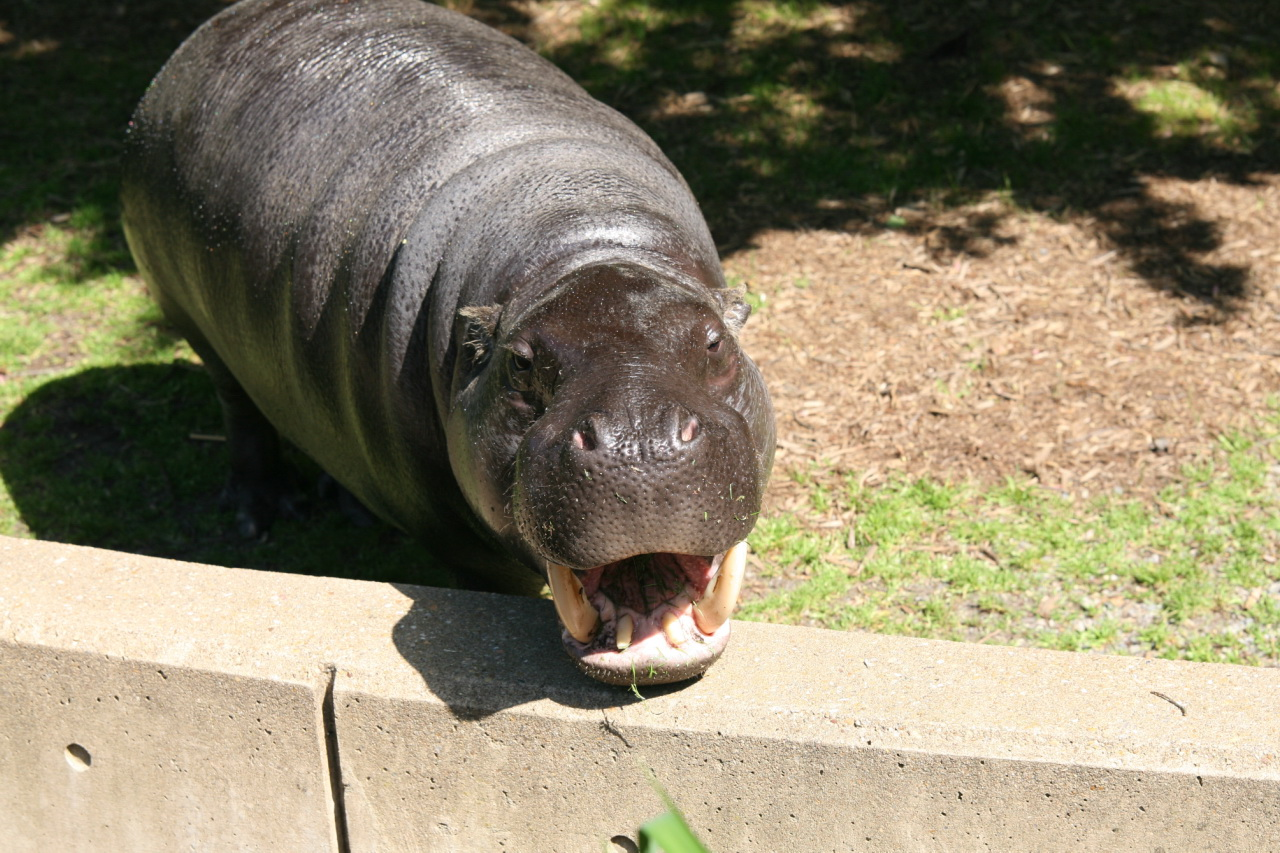
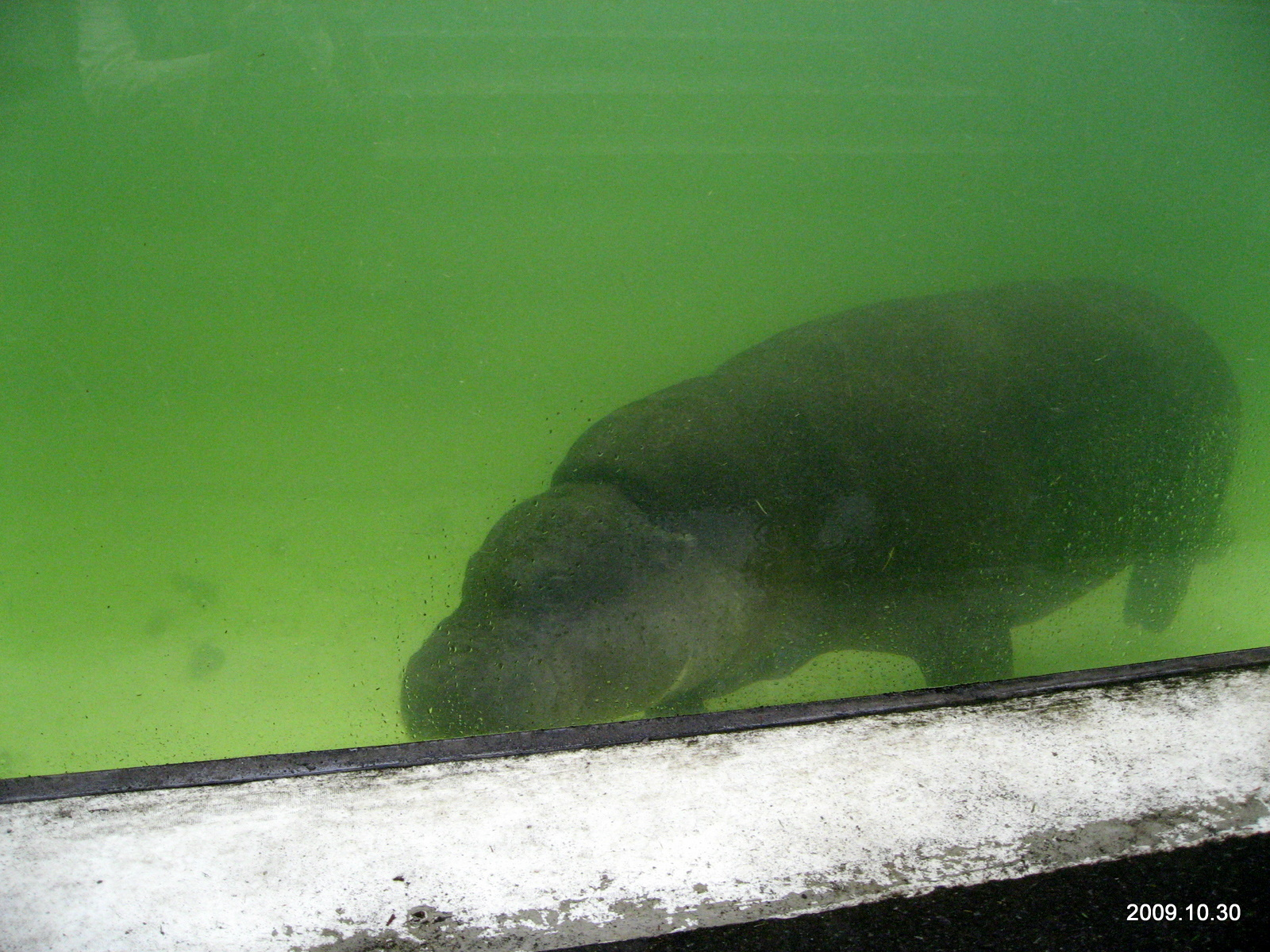
潜水する
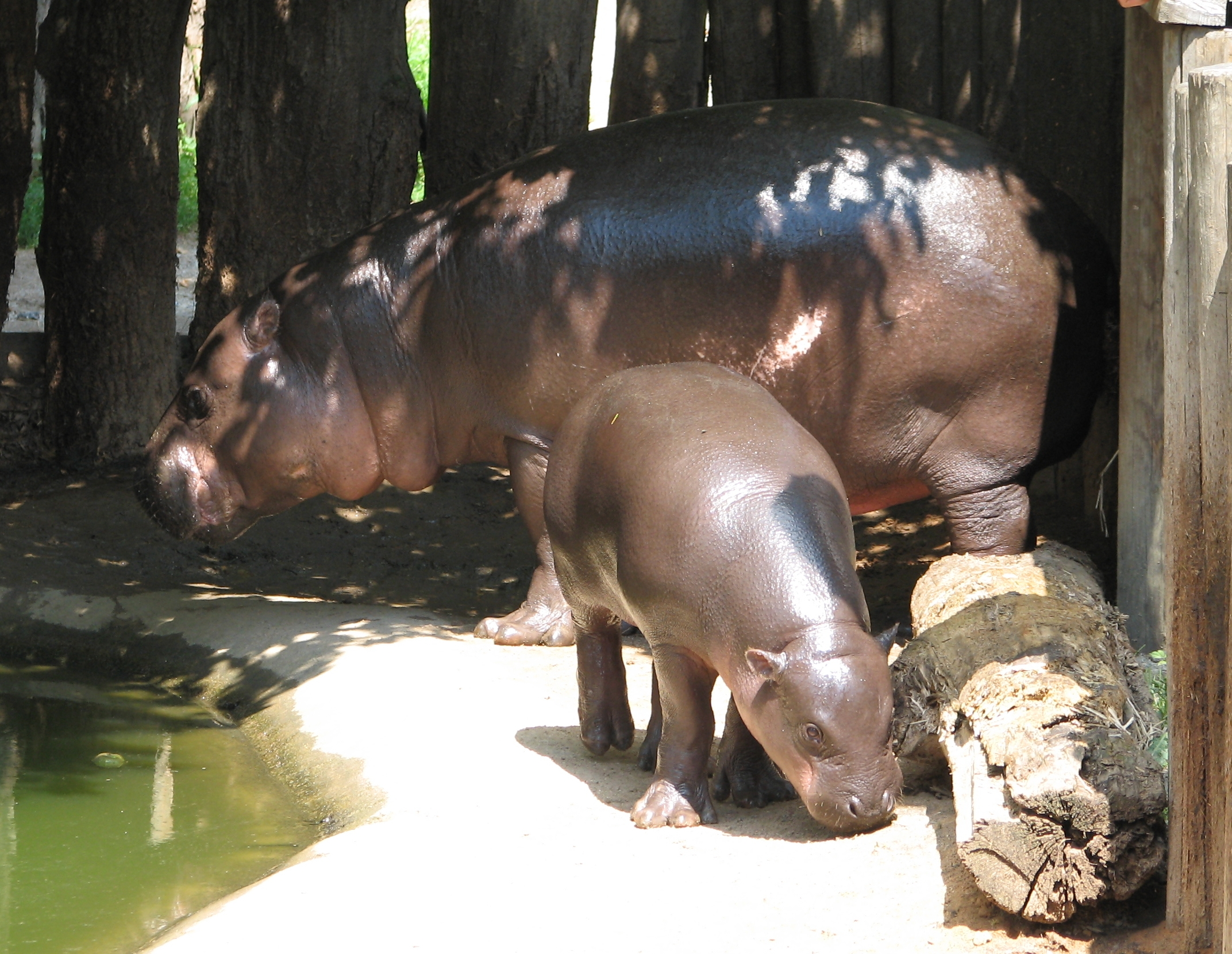
母と子